# Cui bono
A cui bono (latin; voltaképpen egy hiányos mondat, jelentése nagyjából: „Na és kinek jó az?”) kérdése mögött rejlő elv arra céloz, hogy lehetnek rejtett, kapásból nem nyilvánvaló motívumok egy történés mögött, és hogy lehet, hogy nem az az igazi felelős a történtekért, aki elsőre annak látszik. 
Az elv drámaibb megfogalmazását Seneca Medea című drámájából ismerjük: cui prodest („No és kinek áll ez érdekében?”). A teljes mondat így hangzik: Cui prōdest scelus, is fecit; azaz: „Akinek jól jött ez a vétek, no éppen az követte el.” 
Általában arra szokás célozni az elv említésével, hogy a bűn elkövetője valószínűleg azok között található, akik valamiképpen profitáltak belőle, például anyagilag. Az ilyen érdekelt érdekeltsége gyakran nem kapásból nyilvánvaló, netán a vizsgálódók figyelmét szándékosan elterelik például egy bűnbak segítségével.

## Acui bonoelső említései
Marcus Tullius Cicero beszédében, a Pro Roscio Amerinóban (84. caput) a cui bono emlegetését Lucius Cassius Longinus Ravillának tulajdonítja:
| (latin) „L. Cassius, ille quem populus Romanus verissimum et sapientissimum iudicem putabat, identidem in causis quaerere solebat: »cui bono« fuisset.” | (magyarul)„Lucius Cassiusnak, akit bölcs és igazságszerető bíróként tart számon az emlékezet, gyakori szokása volt megkérdeni: »No és vajon kinek használt ez az egész?«” |
| – Cicero, Pro Roscio Amerino, 84. | |

Emlegeti ezenkívül Cicero a cui bonót a Milo érdekében tartott védbeszédében, és Cassiust is felemlegeti: Alkalmazzuk most a Cassius-féle maximát (Cicero, Pro Milone 32:3).

## Példák acui bonoelv használatára
A cui bono elv mindennapos a rendőrségi nyomozások esetében. A cui bono alkalmazása számos tényezőtől függ, elsősorban attól, hogy előre kitervelt és nyereségvágyból végrehajtott bűntettről van-e szó. Általában még így is nagy körültekintést igényel a nyomozóktól, amint azt egy feltételezett eset, egy bizonyos Kovács úr esete is szemlélteti.
Kovács urat holtan találták az országút mentén. Amennyiben Kovács úr baleset áldozata lett (mert például egy arra haladó gépkocsi elütötte, vagy egy teherautóról lezuhanó nehéz tárgy eltalálta), a cui bono alkalmazása nem vezet eredményre. Ez akkor is érvényes, ha például egy részeg sofőr gázolta el Kovács urat.
A nyomozókban azonban felmerülhet a gyanú, hogy Kovács úr halála nem baleset, nem a véletlen műve, ha például Kovács úr jelentős vagyont hagyott hátra örököseire (általánosan megfogalmazva van egy vagy több olyan személy, aki jelentősen profitál Kovács úr halálából). A nyomozás ekkor elsősorban az örökösökre fog összpontosítani, akik közvetlen hasznot húznak a halálesetből. De a cui bono alkalmazása nem csak anyagi indítékokat vesz figyelembe. Elképzelhető, hogy Kovács úrnak szeretője volt, a felesége erről tudomást szerzett és ezért akarta megölni. Az is elképzelhető, hogy a szerető ölte meg, mert Kovács úr el akarta hagyni (és ezzel véget akart vetni egy anyagilag előnyös helyzetnek).
Lehetséges, hogy Kovács úrnak adósságai voltak, jelentős tartozásokat halmozott fel szerencsejáték- vagy kábítószer-függősége miatt és vitába keveredett adósságai rendezése során. Elképzelhető, hogy valamilyen törvényellenes tevékenységben vett részt és üzlettársai valamiért el akarták tenni láb alól. Legvégül az is elképzelhető, hogy Kovács urat csak egyszerűen kirabolták és a rabló valamilyen ok miatt véget vetett életének.
A cui bono alkalmazásához szükséges a nyomozati munka során az indítékok, nemegyszer csak a gyilkos számára elképzelhető indítékok feltárása, azonosítása, elemzése, megértése. Ugyanis nem elképzelhetetlen, hogy Kovács urat félreértésből ölték meg, összekeverték valaki mással, aki ugyanazon a helyen volt ugyanabban az időben (vagy ott kellett volna lennie). A be nem számíthatóan elmebajos elkövetők indítékai (pl. ha valaki azt hitte, hogy Kovács úr követi) is ide tartoznak.

## Cui bonoa politikában
A cui bono elv fenntartásokkal ugyan, de alkalmazható a politikában is, az egyes - látszólag értelmetlen - politikai események megmagyarázására. Ismét csak egy példán keresztül megvilágítva: egy adott ország háborút indít a szomszéd ellen. Ebben az esetben elképzelhető, hogy a háborút a király akarta, hogy meghódítsa a szomszéd országot vagy egy részét, ezzel is növelve saját dicsőségét és vagyonát. Vagy a papság hajszolta bele, akik meg akarják semmisíteni az eretneknek tartott szomszédokat. Vagy a nemesség vette rá a királyt, hogy személyes vagyonukat növeljék és/vagy a határmenti nemesek esetén megbosszuljanak régebbi sérelmeket. Az is elképzelhető, hogy a háborút azért kellett megindítani, hogy a zsoldos csapatok elmaradt bérét ki lehessen fizetni a háborús zsákmányból. 